# Trichodynerus smithii
Trichodynerus smithii är en stekelart som beskrevs av Dalla Torre 1889. Trichodynerus smithii ingår i släktet Trichodynerus och familjen Eumenidae. Inga underarter finns listade i Catalogue of Life.